# باشگاه فوتبال مونتزا
باشگاه فوتبال مونتزا (ایتالیایی: A.C. Monza) یک باشگاه فوتبال ایتالیایی در شهر مونتسا است که در سال ۱۹۱۲ میلادی تأسیس شد.